# Пфраймд
Пфраймд (нім. Pfreimd) — місто в Німеччині, розташоване в землі Баварія. Підпорядковується адміністративному округу Верхній Пфальц. Входить до складу району Швандорф. Центр об'єднання громад Пфраймд.
Площа — 51,43 км2. Населення становить 5301 ос. (станом на 31 грудня 2020).